# Machali

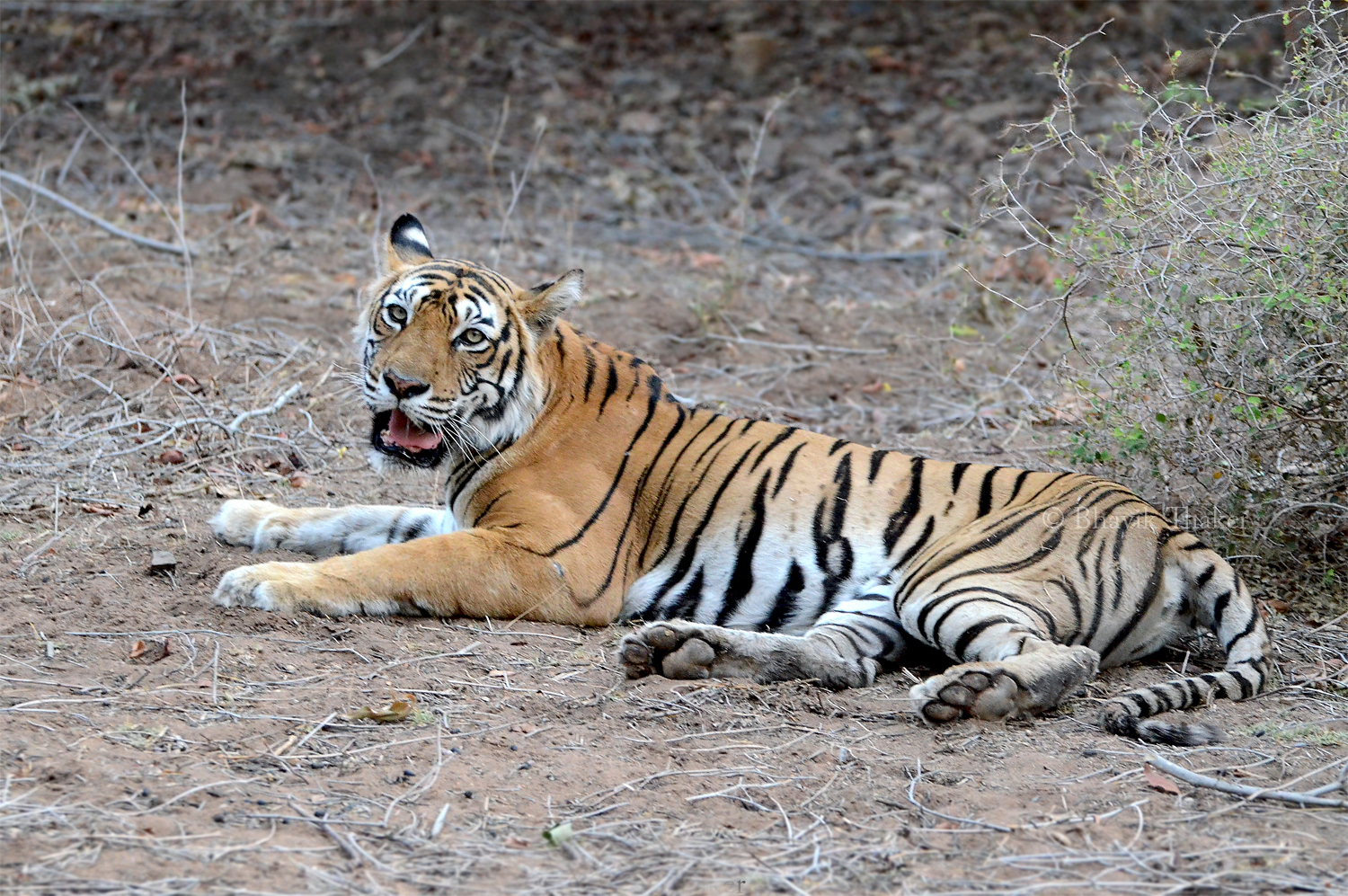
Hổ Machli

Machali hay còn gọi là Machli hoặc Machhli (sinh năm 1996 mất ngày 18 tháng 8 năm 2016) là một con hổ cái thuộc phân loài hổ Bengal ở vườn Quốc gia Ranthambore thuộc Ấn Độ. Đây là một trong những con hổ nổi tiếng nhất với biệt danh là nữ hoàng Ranthambore. Tên gọi Machli của nó cũng có nghĩa là "cá" trong tiếng Hindi. 

## Nổi tiếng
Machli từng xuất hiện trong nhiều bộ phim tài liệu và khiến người xem kinh ngạc khi đấu tay đôi với con cá sấu dài 4,3m. Machli là một trong những con hổ được chụp ảnh nhiều nhất thế giới. Nó là nhân vật chính cho những loạt phim khoa học về loài hổ được quay ở Ấn Độ như: Queen Mother of Tigers, Tigress Queen of Ranthambore, Lady of the Lakes và Crocodile Killer. Nó có những vạch sọc hình con cá ở nửa trái gương mặt. Con hổ cái Machli này còn được mệnh danh là nữ hoàng của công viên quốc gia Ranthambore ở Ấn Độ chuyên gia "xử" những con cá sấu "khủng". Con cá sấu xấu số trong một clip dài gần 4,3m. Con hổ cái thu hút hàng nghìn du khách ghé thăm Công viên quốc gia Ranthambore mỗi năm. Mỗi năm, vườn thú Ranthambore thu hút rất đông du khách và kiếm được 220 tỉ đồng tiền doanh thu. Phần lớn khách tới đây để chiêm ngưỡng hổ Machli. Machli đẻ được 11 hổ con trong 19 năm qua và con của nó đều sống ở vườn thú.

## Cái chết
Machli chết trong tư thế nằm quay về một bên gần ranh giới công viên ở phía bắc bang Rajasthan. Theo các nhà chức trách, con hổ không ăn gì suốt nhiều ngày. Đó là cái chết tự nhiên gắn liền với tuổi tác. Machli tỏ ra chậm chạp trong thời gian gần đây và rụng hầu hết răng. Cái chết của con hổ được nhiều tờ báo Ấn Độ đưa tin và những người hâm mộ bày tỏ lòng tiếc thương đối với Nữ hoàng công viên Ranthambore trên mạng xã hội. Thông thường, hổ chỉ sống được 12 tới 14 năm. Khi Machli qua đời, nó được 19 tuổi và chịu ơn lớn từ sự chăm sóc của các cán bộ vườn thú. Một lễ tang trang trọng được tổ chức khi hổ Machli qua đời. Thông thường, hổ chỉ sống tối đa 14 năm nhưng con hổ nổi tiếng này lại sống tới năm 19 tuổi, một kỉ lục ở Ấn Độ.

## Con cái
|  | ST2 (cái) |
|  |           |
|  | ST3 (cái) |
|  |           |

|  | Slant Ear – T0 (đực) |
|  |                      |
|  | Broken Tail (đực)    |
|  |                      |

|  | Jhumari (cái)  |
|  |                |
|  | Jhumaroo (đực) |
|  |                |

|  | Bunty – T3 (đực)  |
|  |                   |
|  | Bubbly – T1 (cái) |
|  |                   |

|  | Satra/Sundari – T17 (cái) |
|  |                           |
|  | Athara – T18 (cái)        |
|  |                           |
|  | Unnis/Krishna – T19 (cái) |
|  |                           |

|  | ST2 (cái) |
|  |           |
|  | ST3 (cái) |
|  |           |

|  | Slant Ear – T0 (đực) |
|  |                      |
|  | Broken Tail (đực)    |
|  |                      |

|  | Jhumari (cái)  |
|  |                |
|  | Jhumaroo (đực) |
|  |                |

|  | Bunty – T3 (đực)  |
|  |                   |
|  | Bubbly – T1 (cái) |
|  |                   |

|  | Satra/Sundari – T17 (cái) |
|  |                           |
|  | Athara – T18 (cái)        |
|  |                           |
|  | Unnis/Krishna – T19 (cái) |
|  |                           |